# 陷入逆境
陷入逆境（Falling in Reverse）是一支美国后硬核乐队，来自内华达州拉斯维加斯，成立于2008年，与Epitaph Records签约。该乐队由其主唱罗尼·拉德克（Ronnie Radke）领导，由其和主吉他手克里斯蒂安·汤普森（Christian Thompson）、节奏吉他手德里克·琼斯（Derek Jones）、贝斯手查克·桑德勒（Zakk Sandler）和鼓手瑞安·斯曼（Ryan Seaman）组成。
陷入逆境的首部专辑《你是我的毒品》（The Drug In Me Is You）发布于2011年7月26日，此专辑在公告牌二百强专辑榜排名19，在发售第一周卖出了18,000份。歌曲《狼人》（"Raised by Wolves"）、《你是我的毒品》 （"The Drug in Me Is You"）、《我非僵尸》（"I'm Not a Vampire"）、《好女孩，坏男孩》（ "Good Girls Bad Guys" ）和《接电话》（ "Pick Up the Phone" ）均作为单曲发布以宣传此专辑。乐队的第二部专辑《迟到》（Fashionably Late）发布于2013年6月18日，此专辑在公告牌二百强专辑榜排名17。歌曲 《孤独》（"Alone"）、《迟到》（"Fashionably Late"）、 《生为领导》（"Born to Lead"）和《坏女孩俱乐部》"Bad Girls Club" 均作为单曲发布以宣传此专辑。乐队的第三部专辑《跟你一样》（Just Like You）发布于2015年2月24日，歌曲 《神啊，你若在上……》（"God, If You Are Above..." ）、《断头台4（最终章）》["Guillotine IV (The Final Chapter)"]和 《性感毒药》（"Sexy Drug"）作为单曲发布以宣传此专辑。《回家》（“Coming Home”）是此乐队于2017年4月7日发布的最新专辑。

## 音乐风格和歌词
陷入逆境的风格被认为是流行朋克、後硬核、硬摇滚、金属核和华丽金属。陷入逆境也被描述为副歌流行风格化的Emo，以及流行和金属核的混合风格。
主唱拉德克评论说，“在同一首歌里，大部分听起来像Norma Jean或者Underoath（都是美国金属核乐队），但副歌听起来像Katy Perry（美国流行歌手） 。”在陷入逆境的一些歌曲里有说唱的部分，据拉德克说，“不谦虚地说，这主要是饒舌歌手做的事情。”这是因为美国饒舌歌手埃米纳姆对拉德克有很大的影响。
陷入逆境的歌词内容主要受到主唱罗尼·拉德克的个人经历的影响，包括他的母亲、拉斯维加斯的贪污腐败，以及他由于吸毒、和斗殴致人死亡有关的案件而出入监狱。目前，该乐队没有一首歌是表达爱的，因为拉德克曾说，“我不准备说谎……或者尝试写我有多爱某人的歌曲。我确实有爱，但是我的歌曲更多的是关注我的惨痛经历。”还有一些歌曲关于他离开乐队挣脱宿命，（因为当时他被Blessthefall的主唱克雷格·马比特踢出并取代）这些歌曲直接攻击了克雷格·马比特和挣脱宿命的贝斯手马克斯·格林。

## 乐队成员
罗尼·拉德克（Ronnie Radke）——主唱，吉他手，键盘手（2008年至今）
德里克·琼斯（Derek Jones）——节奏吉他手，歌手（2010年至今）
瑞安·斯曼（Ryan Seaman）——鼓手，打击乐手，歌手（2011年至今）
克里斯蒂安·汤普森（Christian Thompson）——主吉他手，和声歌手（2015年至今）
查克·桑德勒（Zakk Sandler）——贝斯手，歌手（2015年至今）

## 专辑列表
录音室专辑
- 《你是我的毒品》（The Drug in Me Is You）(2011)
- 《迟到》（Fashionably Late）(2013)
- 《跟你一样》（Just Like You） (2015)
- 《回家》（Coming Home）（2017）